# Alexander Sergejewitsch Serebrjakow
Alexander Sergejewitsch Serebrjakow (russisch Александр Сергеевич Серебряков, englische Transkription Alexander Serebryakov; * 25. September 1987 in Arsamas) ist ein ehemaliger russischer Radrennfahrer, der im Straßenradsport aktiv war.

## Sportlicher Werdegang
Alexander Serebrjakow begann seine Karriere 2006 beim russischen UCI Continental Team Premier, für das er zwei Jahre ohne nennenswerte Ergebnisse fuhr. Von 2008 bis 2011 fuhr er für die italienische Vereinsmannschaften. In der Saison 2010 war er bei den beiden Eintagesrennen Coppa Lanciotto Ballerini und Piccolo Giro di Lombardia erfolgreich.
Nachdem Serebrjakow auch in der Saison 2011 zwei Siege vorweisen konnte, wurde er zur Saison 2012 Mitglied im damaligen Professional Continental Team Team Type 1-Sanofi. In seiner ersten Saison als Profi gewann er zehn Rennen, neun davon auf der UCI Asia Tour, die er allesamt im Massensprint einfuhr. Nach seinen Erfolgen stieg er zur Saison 2013 in die UCI WorldTour auf und erhielt einen Vertrag beim Team Euskaltel Euskadi. Am 7. April 2013 wurde bekannt, dass Serebrjakow bei einer Trainingskontrolle im März 2013 positiv auf das Blutdoping-Mittel EPO getestet wurde. Daraufhin wurde er von seinem Team umgehend entlassen. Nachdem eine Nachkontrolle einer weiteren Dopingprobe vom 21. Februar 2013 ebenfalls positiv auf EPO war, wurde er für vier Jahre gesperrt.
Seit 2013, auch nach Ablauf seiner Sperre, wird Serebrjakow nicht mehr in den Ergebnislisten der UCI geführt.

## Erfolge
2010
- Piccolo Giro di Lombardia

2011
- zwei Etappen Five Rings of Moscow

2012
- eine Etappe Tour de Korea
- TD Bank International Championship
- zwei Etappen China-Rundfahrt I
- zwei Etappen China-Rundfahrt II
- drei Etappen und Punktewertung Tour of Hainan
- zwei Etappen Tour of Taihu Lake